# Santander Bank Polska
Bank Zachodni WBK est une banque polonaise donc le siège est à Wrocław. La banque est la troisième plus grande banque de Pologne avec 622 succursales et 9 383 employés à la fin de 2011, le total des actifs de la Bank Zachodni WBK se montait à la même date à 13,6 milliards d'euros.

## Histoire
Entre 1995 et 1996, Allied Irish Banks achète 60,1 % de Wielkopolski Bank Kredytowy, et en juin 1999, AIB rachète 70 % de Bank Zachodni S.A. L'actuelle banque est formée alors par la fusion en 2001 de Bank Zachodni SA et de Wielkopolski Bank Kredytowy SA.
Le 9 septembre 2010, Santander annonce qu'il rachète la totalité des actions de AIB dans Bank Zachodni WBK pour 3,1 milliards d'€.
En 2012, la Bank Zachodni WBK et la Kredyt Bank, détenu par KBC fusionnent pour former un nouvel ensemble détenu à 76,5 % par Santander et à 16,4 % par KBC.
En 2024, Santander a versé un dividende de 0,7601 PLN par action aux investisseurs pour 2023. La valeur totale s'élevait à 11 958 281 PLN.